# Kel Carruthers
Kelvin Carruthers, conegut com a Kel Carruthers   (Sydney, 3 de gener de 1938), és un antic pilot de motociclisme i director d'equips de competició australià. Va guanyar el Campionat del Món de 250cc de 1969 amb l'equip oficial de Benelli. Un cop retirat de les competicions va esdevenir director de l'equip de curses de Yamaha, pel qual hi passaren campions del món de 500cc com ara Kenny Roberts i Eddie Lawson.
El 1985, Carruthers va ser incorporat al Sport Australia Hall of Fame i el 1999, al Saló de la Fama de la Motocicleta de l'AMA.

## Biografia

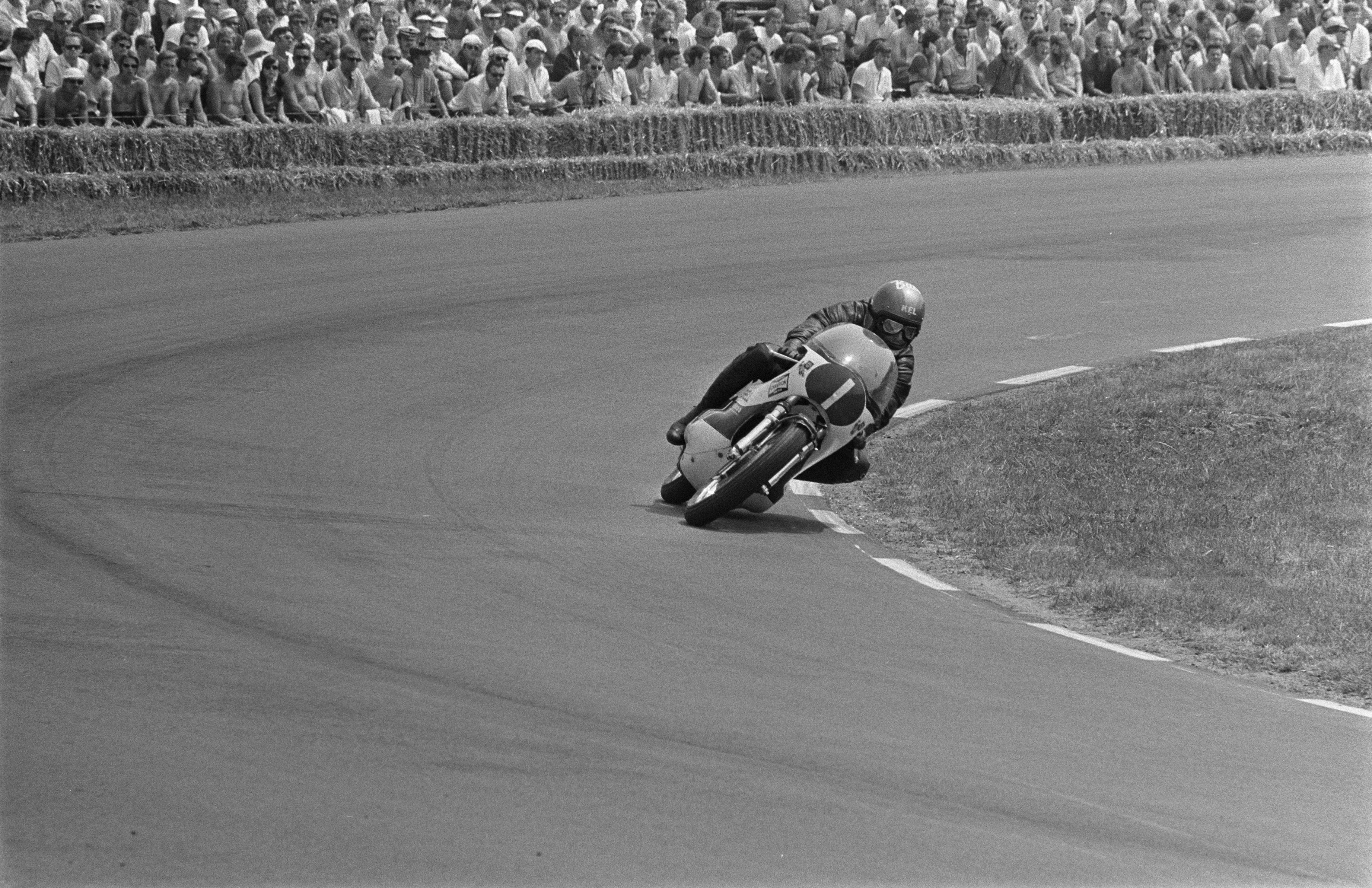
Carruthers amb la Yamaha 250 a Assen el 1970

Fill del propietari d'una botiga de motocicletes, Carruthers va aprendre a treballar amb motocicletes des de ben petit, va començar a conduir-ne a deu anys i va participar en la seva primera cursa als dotze. A començaments de la dècada del 1960 havia guanyat diversos campionats d'Austràlia en les cilindrades de 125, 250, 350 i 500cc.
A començaments de 1966 es va traslladar a Europa amb la seva família per a competir a les curses britàniques de circuits curts i a les internacionals, entre elles algun Gran Premi de motociclisme, amb una Drixton Aermacchi i a començaments de la temporada de 1969, ja com a pilot de fàbrica d'Aermacchi. A mitjan temporada de 1969, Benelli li va oferir motos de fàbrica, amb les quals va guanyar la cursa de 250cc del TT de l'Illa de Man. Després d'aquesta cursa, Aermacchi el va alliberar del seu contracte i Carruthers va continuar com a pilot de fàbrica amb Benelli. Amb aquest equip va guanyar el campionat del món de 250cc aquell mateix any després d'una dura lluita amb Santiago Herrero (OSSA) i Kent Andersson (Yamaha).
Acabada la temporada de 1970, l'australià va acceptar una oferta de Yamaha per a córrer a Amèrica. Yamaha li va demanar que fes de mentor d'un jove pilot de dirt track nord-americà anomenat Kenny Roberts. El 1973, Carruthers va esdevenir director de l'equip de competició nord-americà de Yamaha. Sota la guia de Carruthers, Roberts guanyà el Campionat AMA Grand National de 1973 i 1974 per a la marca japonesa. Quan es va fer palès que Yamaha no tenia una moto capaç de competir amb l'equip de Harley-Davidson, dominador de les pistes de terra, els japonesos van decidir d'enviar Carruthers i Roberts a Europa per a competir en el campionat del món de velocitat. Mentre Carruthers li ajustava les motos i li oferia orientació, Roberts va guanyar tres campionats del món consecutius de 1978 a 1980. Carruthers també va ajudar Eddie Lawson a guanyar el títol mundial de 500cc el 1984.
Carruthers va continuar treballant per a diversos equips de Gran Premi fins a la temporada de 1995. El 1996 va treballar amb l'equip de curses de la fàbrica d'embarcacions Sea-Doo, ajudant l'empresa a guanyar diversos títols nacionals i mundials. Va tornar al motociclisme el 1998 dirigint un equip de motocròs satèl·lit de Yamaha.

## Resultats al Mundial de motociclisme
Font:
Barem de puntuació de 1950 a 1968:
| Posició | 1 | 2 | 3 | 4 | 5 | 6 |
| Punts   | 8 | 6 | 4 | 3 | 2 | 1 |

Barem de puntuació de 1969 a 1987:
| Posició | 1  | 2  | 3  | 4 | 5 | 6 | 7 | 8 | 9 | 10 |
| Punts   | 15 | 12 | 10 | 8 | 6 | 5 | 4 | 3 | 2 | 1  |

(Ids. Grans Premis | Llegenda) (Curses en negreta indiquen pole; curses en  itàlica indiquen volta ràpida)
| Any  | Categoria | Equip     | 1     | 2      | 3      | 4      | 5     | 6     | 7     | 8     | 9     | 10     | 11    | 12    | 13    | Punts | Posició | Victòries |
| ---- | --------- | --------- | ----- | ------ | ------ | ------ | ----- | ----- | ----- | ----- | ----- | ------ | ----- | ----- | ----- | ----- | ------- | --------- |
| 1966 | 125cc     | Honda     | ESP - | GER -  |        | NED -  |       | DDR - | CZE - | FIN 8 | ULS 8 | IOM 12 | NAT 7 | JPN - |       | 0     | –       | 0         |
| 1966 | 350cc     | Norton    |       | GER -  | FRA -  | NED -  |       | DDR - | CZE - | FIN 4 | ULS - | IOM NC | NAT - | JPN - |       | 3     | 18è     | 0         |
| 1966 | 500cc     | Norton    |       | GER -  |        | NED -  | BEL - | DDR - | CZE - | FIN - | ULS - | IOM 11 | NAT - |       |       | 0     | –       | 0         |
| 1967 | 125cc     | Honda     | ESP - | GER -  | FRA -  | IOM 5  | NED - |       | DDR - | CZE - | FIN 5 | ULS 4  | NAT 7 | CAN - | JPN - | 7     | 8è      | 0         |
| 1967 | 250cc     | Suzuki    | ESP - | GER -  | FRA -  | IOM 12 | NED - | BEL - | DDR - | CZE - | FIN - | ULS -  | NAT - | CAN - | JPN - | 0     | –       | 0         |
| 1967 | 350cc     | Aermacchi |       | GER 5  |        | IOM 10 | NED 6 |       | DDR 4 | CZE - |       | ULS 4  | NAT - |       | JPN - | 9     | 7è      | 0         |
| 1967 | 500cc     | Norton    |       | GER -  |        | IOM NC | NED - |       | DDR - | CZE - |       | ULS -  | NAT - |       | JPN - | 0     | –       | 0         |
| 1968 | 125cc     | Honda     | GER 6 | ESP -  | IOM 3  | NED -  |       | DDR - | CZE - | FIN - | ULS 6 | NAT -  |       |       |       | 6     | 10è     | 0         |
| 1968 | 250cc     | Aermacchi | GER - | ESP -  | IOM NC | NED -  | BEL - | DDR - | CZE - | FIN - | ULS - | NAT -  |       |       |       | 0     | –       | 0         |
| 1968 | 350cc     | Aermacchi | GER 3 |        | IOM NC | NED -  |       | DDR 3 | CZE 4 |       | ULS 2 | NAT -  |       |       |       | 17    | 3r      | 0         |
| 1968 | 500cc     | Norton    | GER - | ESP -  | IOM 6  | NED 5  | BEL 5 | DDR - | CZE - | FIN - | ULS 6 | NAT 6  |       |       |       | 7     | 11è     | 0         |
| 1969 | 125cc     | Aermacchi | ESP 6 | GER 10 | FRA -  | IOM 2  | NED - | BEL - | DDR - | CZE 9 | FIN - |        | NAT - | YUG - |       | 20    | 10è     | 0         |
| 1969 | 250cc     | Benelli   | ESP - | GER -  | FRA -  | IOM 1  | NED 2 | BEL 3 | DDR 5 | CZE 3 | FIN 4 | ULS 1  | NAT 2 | YUG 1 |       | 89    | 1r      | 3         |
| 1969 | 350cc     | Aermacchi | ESP 2 | GER 6  |        | IOM NC | NED 7 |       | DDR 7 | CZE 7 | FIN - | ULS -  | NAT - | YUG - |       | 29    | 7è      | 0         |
| 1969 | 500cc     | Aermacchi | ESP - | GER 8  | FRA -  | IOM NC | NED - | BEL - | DDR - | CZE - | FIN - | ULS -  | NAT - | YUG - |       | 3     | 44è     | 0         |
| 1970 | 250cc     | Yamaha    | GER 1 | FRA NC | YUG -  | IOM 1  | NED - | BEL 2 | DDR - | CZE 1 | FIN - | ULS 1  | NAT 2 | ESP - |       | 84    | 2n      | 4         |
| 1970 | 350cc     | Yamaha    | GER 2 |        | YUG 2  | IOM NC | NED 4 |       | DDR 3 | CZE 4 | FIN 4 | ULS -  | NAT - | ESP - |       | 28    | 2n      | 0         |